# Nicolas Oliveira (Fußballspieler)
Nicolas-Bernd „Nico“ Oliveira Kisilowski (* 6. Februar 2004 in Oviedo, Spanien) ist ein deutsch-spanischer Fußballspieler. Der Außenverteidiger wurde überwiegend beim Hamburger SV ausgebildet und steht seit Juli 2025 beim SSV Jahn Regensburg unter Vertrag.

## Karriere

### Vereine
Oliveira wurde als Sohn einer spanischen Mutter und eines deutschen Vaters in Oviedo geboren und wuchs in Hamburg auf. Zur Saison 2018/19 wechselte er im Alter von 14 Jahren vom Eimsbütteler TV in das Nachwuchsleistungszentrum des Hamburger SV. In der Saison 2020/21 absolvierte er 2 Spiele für die B1-Junioren (U17) in der B-Junioren-Bundesliga Nord/Nordost, ehe die Spielzeit aufgrund der COVID-19-Pandemie ab November 2020 nicht mehr fortgeführt wurde. Ohne weitere Spielpraxis rückte Oliveira zur Saison 2021/22 zu den A-Junioren (U19) auf. Unter Oliver Kirch wurde er als Innenverteidiger eingesetzt und kam in 14 von 18 Spielen der A-Junioren-Bundesliga Nord/Nordost zum Einsatz, wobei er stets in der Startelf stand. Gegen Saisonende spielte Oliveira zudem in der zweiten Mannschaft in der viertklassigen Regionalliga Nord seine ersten beiden Spiele im Herrenbereich.
Zur Saison 2022/23 wurde der 18-Jährige in die zweite Mannschaft hochgezogen. Dort lief Oliveira fortan auf beiden Seiten als Außenverteidiger auf, war bis zur Winterpause aber zumeist nur Reservist. Daher kam er parallel noch 5-mal als Rechtsverteidiger in der U19, für die er in dieser Spielzeit letztmals spielberechtigt war, zum Einsatz. Im Januar 2023 durfte Oliveira unter Tim Walter die Vorbereitung mit der Profimannschaft absolvieren. Er blieb auch nach dem Beginn der Rückrunde bei den Profis und stand Anfang Februar 2023 erstmals in der 2. Bundesliga im Spieltagskader, ohne jedoch eingewechselt zu werden. Auf den Außenverteidigerpositionen konkurrierte er mit Moritz Heyer und William Mikelbrencis (rechts) sowie Miro Muheim und Noah Katterbach (links). Für einen Pflichtspieleinsatz reichte es bis zum Saisonende nicht, jedoch saß er insgesamt bei 7 Zweitligaspielen und beiden Relegationsspielen gegen den VfB Stuttgart auf der Bank. In diesen verpasste der HSV den Aufstieg. Für die zweite Mannschaft, die Vizemeister wurde, kam Oliveira 23-mal zum Einsatz. Für die U19 spielte der Außenverteidiger nach der Winterpause noch einmal in der Sonderspielrunde, da die reguläre Saison bereits im März 2023 beendet war.
Vor der Saison 2023/24 unterschrieb Oliveira seinen ersten Profivertrag mit einer Laufzeit bis zum 30. Juni 2026. Er kam unter Tim Walter und dessen Nachfolger Steffen Baumgart auf 4 Zweitligaeinsätze und einen Einsatz im DFB-Pokal. Daneben spielte er 18-mal für die zweite Mannschaft. In der Saison 2024/25 wurde er lediglich am 3. Spieltag für einige Minuten eingesetzt. Unter Merlin Polzin, der die Mannschaft Ende November 2024 übernommen hatte, schaffte der HSV am Saisonende den Aufstieg in die Bundesliga. Oliveira sammelte wieder in der zweiten Mannschaft Spielpraxis, für die er 19 Regionalligaspiele absolvierte.
Zur Saison 2025/26 wechselte Oliveira in die 3. Liga zum SSV Jahn Regensburg. Er unterschrieb beim Absteiger einen Vertrag bis zum 30. Juni 2027.

### Nationalmannschaft
Oliveira debütierte im Oktober 2022 unter Guido Streichsbier in der deutschen U19-Nationalmannschaft und absolvierte bis Mai 2023 insgesamt 8 Spiele. Seit September 2023 ist er unter Hannes Wolf in der U20 aktiv.

## Erfolge
- Aufstieg in die Bundesliga: 2025 (Hamburger SV)